# SDL (lenguaje de especificación)
SDL es un lenguaje de especificación formal y visual normado por la ITU-T en el estándar Z.100, así como el acrónimo de Specification and Description Language. 
El lenguaje SDL está diseñado para la especificación de sistemas complejos, interactivos, orientados a eventos, de tiempo real o que presenten un comportamiento paralelo, y donde módulos o entidades independientes se comuniquen por medio de señales para efectuar su función.

## Historia
El desarrollo de SDL comenzó en 1972, cuando un grupo de estudio de 15 miembros de la CCITT, representando a varios sectores de la ingeniería eléctrica y a varios actores de la industria, comenzaron a definir un lenguaje para especificar sistemas de telecomunicaciones. La primera versión del lenguaje fue lanzada en 1976, seguido de nuevas versiones en 1980, 1984, 1988, 1992 y 1996.

## Modelo teórico
Una especificación en SDL está formada de los siguientes elementos:
- Estructura, la notación dedicada a la estructura permite subdividir el problema en instancias más simples, utilizando el enfoque de arriba abajo clásico de la ingeniería. Los elementos que conforman la estructura del sistema en orden de generalidad y nivel de abstracción son:
  - Sistema: el sistema es el ambiente donde se desarrolla la existencia del producto y el producto mismo.
  - Bloques.
  - Procesos: los procesos son el equivalente de máquinas de estado finito extendidas, capaces de controlar el disparo de las transiciones con guardas.
  - Servicios: un servicio es similar a un proceso, pero no posee un espacio privado de variables.
- Comunicación:
  - Señales
  - Canales de comunicación
- Comportamiento (procesos).
- Datos (tipos de datos abstractos).
- Relaciones de herencia (especialización).

- Datos: Q600637
- Multimedia: Specification and Description Language / Q600637